# Charleston (Australie-Méridionale)
Pour les articles homonymes, voir Charleston.
Charleston est une petite ville de la région d'Adelaide Hills en Australie-Méridionale, située à l'est d'Adelaïde.
La population est de 909 habitants en 2007.